# 柯蒂斯 (亞利桑那州)
柯蒂斯（英語：Curtiss）是位於美國亞利桑那州科奇斯縣的一個非建制地區。該地的面積和人口皆未知。

## 地理
柯蒂斯的座標為31°53′04″N 110°13′47″W / 31.88444°N 110.22972°W，而該地的平均海拔高度為1104米（即3622英尺）。